# الكنيسة المحكمة

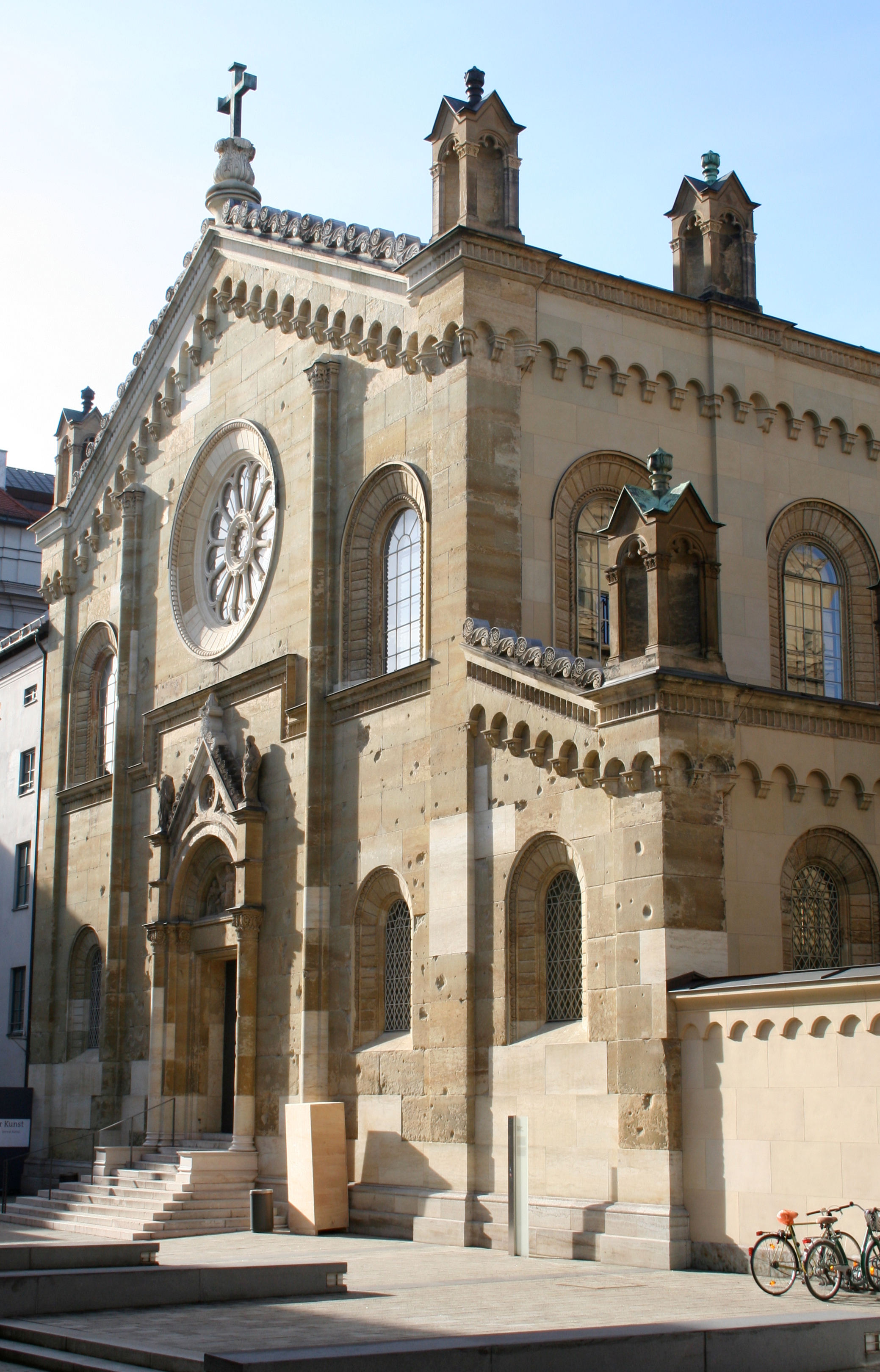
واجهة الكنيسة المُحكمة

الكنيسة المُحكمة (الكنيسة المحكمة على جميع القديسين) هي كنيسة في ميونخ ريزيدنز (القصر الملكي للملوك البافارين) صُممت من قِبل ليو فون كلينزه وبُنيت بين 1826 و1837. الكنيسة تضررت بشدة خلال القصف في الحرب العالمية الثانية و لقرون بقيت الكنيسة خراباً قبل أن تمر بمرحلة استعادة جزئية وعلمانية. حيث يتم استخدامها الآن للحفلات والمناسبات.

## التاريخ
فوض الملك لودفيغ الأول ملك بافاريا العمل علي الكنيسة المُحكمة في 1825، والذي استوحاها من كابيلا بالاتينا (Cappella Palatina)، الكنيسة الملكية البيزنطية المزخرفة الغنية في باليرمو، حيث حضر لودفيغ قداس عيد الميلاد فيها في عام 1823. كان التفويض بمثابة انعكاس لسياسة العلمنة، التي نفذت في عهد والده ماكسيميليان الأول في بداية القرن. أنتج ليو فون كلينزه (1784-1864) تصميمات مختلفة بين عامي 1826 و 1828، وذلك باستخدام ليس فقط كنيسة كابيلا بالاتينا، ولكن أيضًا كنيسة سان ماركو في البندقية كمصدر إلهام. حتى قبل أن يتم الاتفاق على تصميم كان هناك احتفالية وضع حجر الأساس في عام 1826؛ وتم إنجاز الكنيسة وتكريسها في 29 أكتوبر 1837.

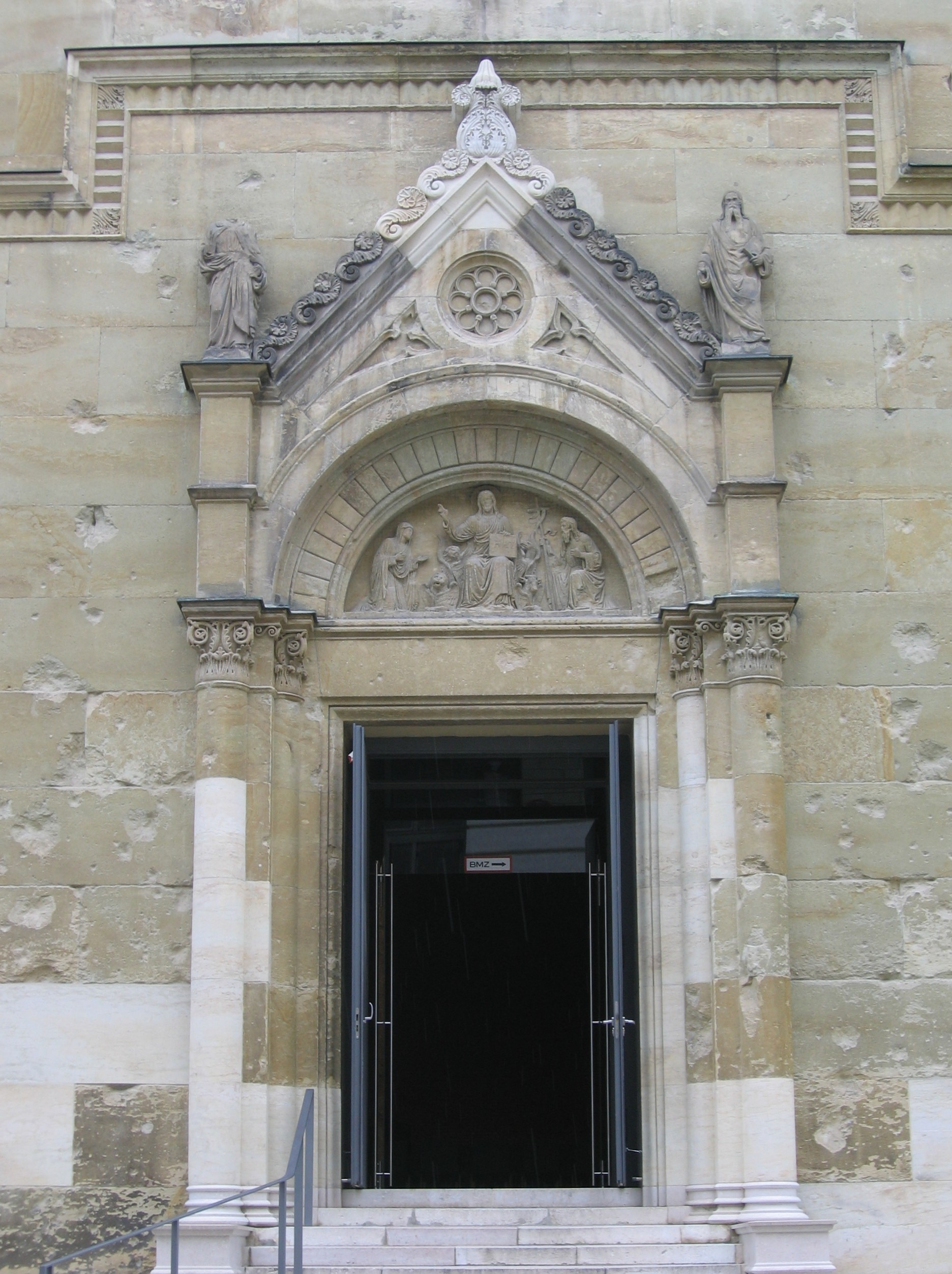
المدخل

تم تصميم الكنيسة مع مدخل خاص للملك من داخل المسكن. كانت واجهة مدخل العامة في الشرق، نحو مارسيلبلاتز (Marstallplatz). فوق مدخل الباب، تم رسم ديسيس (Deesis) منحوتة من خلال تماثيل من الجملون القوطي، مع تماثيل للقديسين بطرس والقديس بولس على كلا الجانبين.

## لمزيد من الإطلاع
- J. H. Biller and H.-P. Rasp, München, Kunst und Kultur, 134–5. Munich: Südwest, 2006. (ردمك 978-3-517-06977-7)

## روابط خارجية
- Allerheiligen-Hofkirche (Court Church of All Saints)، معلومات من ("الإدارة البافارية للقصور والحدائق والبحيرات المملوكة للدولة")
- Photo spread of All Saints Court Church / Allerheiligen-Hofkirche